# Vándorméhészkedés
A vándorméhészkedés azt jelenti, hogy a méhész egyik helyről a másikra költözteti méheit, telephelyet vált évente többször is. A méhcsaládok szállításához különféle eszközöket, teherautót vagy autóvontatást használ, zárt szerelvényen vagy utánfutón helyezi el a családokat. Néhány méhész utaztathatja méheit hajón, vagy vasúton. Célja az elvehető mézfölösleg növelése, fajtamézek termeltetése, a méhsűrűség kiegyensúlyozása, vagy beporzásra szállítás.

## Módja

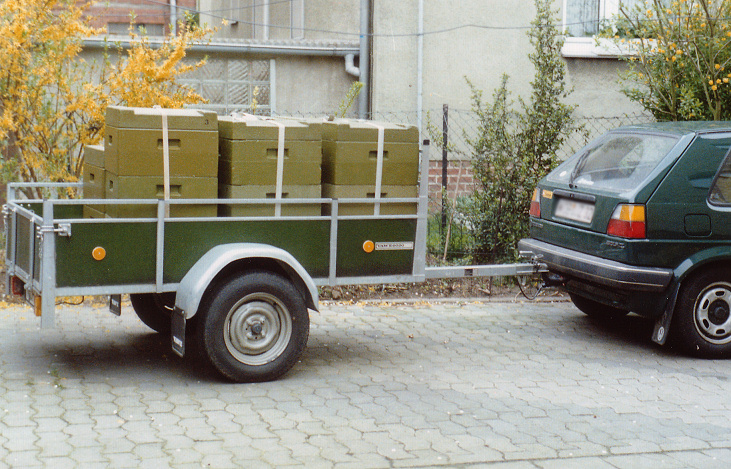
Vándorlás személyautóval, kaptárakkal az utánfutón

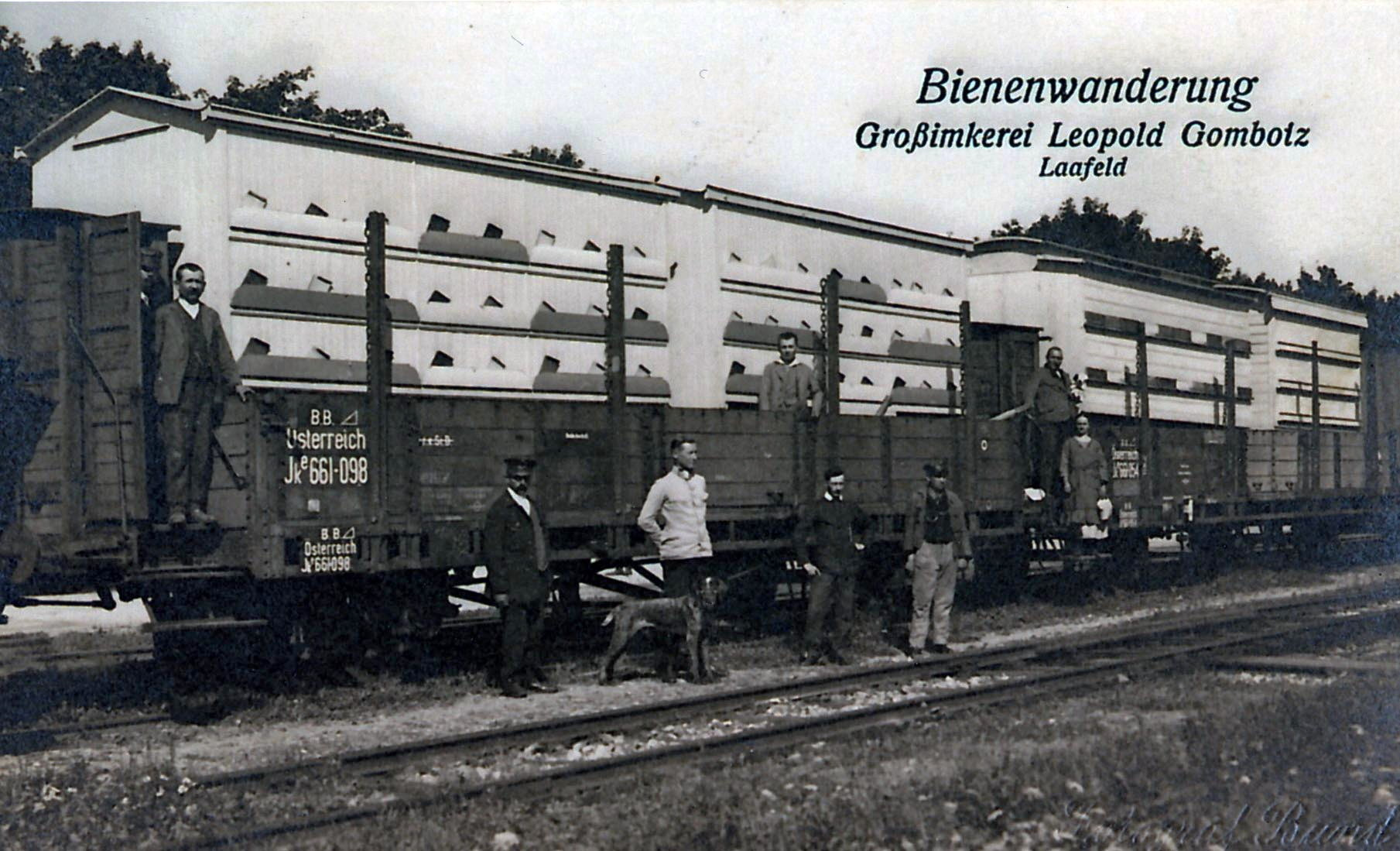
Gombocz Leopold vándorlása az általa kifejlesztett méhvagonokkal (1921)

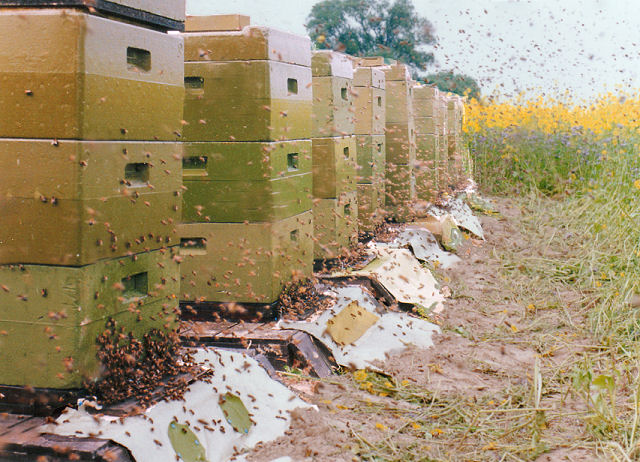
Repceföld mellé kirakodott kaptárak

A kaptárakban rögzíteni kell a kereteket, hogy ne szakadjanak le. A kaptárakat a szállítás estéjén be kell zárni, de gondoskodni kell a szellőzésről és a vízellátásról, különben elpusztulnak a méhek. A víz utánpótlása a hűtés érdekében is fontos, ezért menet közben is vizet kell permetezni. A kaptárakat is rögzíteni kell, és óvni a rázkódástól. A szállítás ellentétes a méhek életmódjával. Különösen a kaptár és a keretek rázkódása nyugtalanítja őket. A rendesnél több levegőt és vizet igényelnek az izgatottság miatt, mivel attól túlhevülhetnek. A jó szellőzéstől és vízellátástól megnyugszanak. Ha nincs elég vizük, akkor kiszívják a fiasítást. A kaptárnak olyannak kell lennie, hogy még ha meg is vetemedik, akkor se szabadulhassanak ki a méhek. Menekülőhelyre is szükség van, különösen a zsúfolt családoknál; ennek a lépek élénél kell lennie. A méhek elhelyezkedése ilyenkor független a koruktól.
A vándorlás legjobb ideje az este és éjszaka, amikor sötét is van, és a meleg is enyhül. Ilyenkor a méhek is kevésbé izgatottak, és ha sötétedés után zárják be őket, akkor mindenki otthon lesz. Ha mégis nappal kell közlekedni, akkor a kaptárakat be kell sötétíteni, hogy a méhek fürtbe kapaszkodjanak össze; különben ugyanis összevissza futkosnak. 
Az új telephelynek a régitől legalább 2 km-re kell lennie, hogy a méhek ne a régi helyükön keressék otthonukat. Új, ismeretlen helyen a családok fél nap alatt tájolják be magukat.
Vasúti szállításhoz speciális kocsikat lehet kérni. Európában és Oroszországban a 19. század végétől, Az Amerikai Egyesült Államokban a 20. század elejétől a méhészek is felfedezték a legújabb szállítási eszközt. Gombocz Leopold osztrák-magyar méhész az elsők között használta méhek szállítására a vasutat. Több száz családdal is vándorolt így. A módszer hátránya, hogy a kaptárakat ki kell pakolni azokon az állomásokon, ahol sokáig vesztegelnek. Ilyenkor ki is kell nyitni a kaptárakat, és itatót is fel kell állítani.
A vándorlás célja lehet a hordás növelése. Örösi adatai szerint a pergethető mennyiség jó évben 65-72%-kal növelhető. Már az ő idejében is voltak olyan vidékei Magyarországnak, ahol a nagy méhsűrűség miatt csak vándorlással lehetett érdemi hordásra számítani. Egyes területeken nagy mennyiségben virágzó adott fajú növényekkel fajtamézek termeltethetők. Egyes országokban, ahol alacsony a méhsűrűség, a gazdák fizetnek a méhészeknek a beporzásért.
Még a méhek kieresztése előtt gondoskodni kell a vízellátásról. Sok helyen nem szeretik a méheket, vagy félnek tőlük; jobb megelőzni a bajt.
Letelepedéskor óvatosan kell kinyitni a kaptárakat. Mivel a méhek ingerültek, fejvédőre szükség van, és jó, ha a méhész befüstöl a dugasz mellett, mielőtt eltávolítja. Az új helyen többnyire néhány napra szükség van, mielőtt még teljes erővel kezdenének gyűjteni, különösen, ha meggyengült a család. A menekülőhelyet le kell zárni, különben építkezni kezdenek benne.
Vándortanyán problémás a pörgetés. Mégis inkább a vándortanyán pergetnek, mert tele lépekkel az utaztatás nehezebb, drágább és kockázatosabb. Gyakran éretlen mézet pergetnek. Ha nem használnak anyarácsot, akkor előfordul az a hiba is, hogy fiasításos lépeket is pörgetnek, így a fedetlen fiasítás értelmetlen halált hal. Sőt, ez gazdaságtalan is. Egyrészt azért, mert az álcák virágport és mézet fogyasztottak, másrészt azért, mert ez a nemzedék az akkori kifejlett méhek helyére lépne később.
Nagyobb méhészetek külön építményt, pergetőbarakkot visznek magukkal. Ha máskor nincs lehetőség, akkor éjjel kell pergetni. Ha bő a gyűjtés, akkor szabadban is lehet pergetni, de mindig számolni kell a kutatás és rablás veszélyével. A mézes edényeket le kell takarni, az elcseppent mézet földdel betakarni. Szükség esetén szilárd kristálycukorral, ha sürgős, akkor mézzel vagy szörppel lehet etetni.
A hideg beálltakor a méhészetnek vissza kell térnie oda, ahol telelni fog. Egyes méhészek az utolsó pörgetést már otthon végzik.

## Jog
A méhész csak olyan kaptárakkal vándorolhat, amelyeken a regisztrációs száma roncsolás nélkül eltávolíthatatlanul rajta van. Ha más száma van rajta, és nem tudja bizonyítani, hogy vásárolta a méheket, akkor lopás gyanújába keveredhet.
A méhész nem vándorolhat el zárlat alatti területről, de a területen belül áthelyezheti méheit. Zárlat alatt álló területre kívülről tilos vándorolni. A vándorlás megkezdése előtt hatósági állatorvosi vizsgálatra van szükség, ami 7 napig vagy a vándorlás befejezéséig érvényes. Előzetes írásbeli engedélyre van szükség a terület tulajdonosától.
A megérkezést követő 72 órán belül be kell jelentkezni a helyi önkormányzatnál. A méhészetnek legalább 50 m-es távolságot kell tartania a helyi, 20 m-es távolságot a vándor méhészetektől, 5 km-t a pároztató telepektől és 4 m-t a közutaktól. Az úton mindkét irányban Vigyázz, méhek! táblát kell kitenni a méhész nevével és elérhetőségeivel. A méhészetnél a legszélső kaptáraknál vagy azok közelében táblát kell állítani a méhész és a vándorméhészet adataival (név, cím, elérhetőségek, családok száma). Távozás előtt mindezt le kell bontani.
Távozás után 24 órán belül ki kell jelentkezni az önkormányzattól.

## Kockázatai
Ha a méhész nem biztosította a megfelelő körülményeket a méheinek, akkor azok elpusztulhatnak, vagy a családok meggyengülhetnek, elanyátlanodhatnak. Ha álmosan vagy fáradtan vezet például pergetés után, akkor könnyen elaludhat, és balesetet szenvedhet. Ezután a katasztrófavédelem lemossa a méheket az útról, így a családok kihalnak.
Lehet, hogy a méhlegelő nem olyan jó, mint amilyennek előzőleg mutatkozott, vagy elromlik az időjárás, és emiatt nem tudnak gyűjteni. A vándorlással betegségeket hurcolhatnak be, vagy kaphatnak el a méhek. Lehet az is, hogy egy súlyos betegség miatt zárlatot rendelnek el; ekkor az egész szezon tönkrement, és lehet, hogy még telelni is ott kell. Viszont, ha a méhész jól csinálja, akkor hosszú távon jól jár a vándorlással.

## Kaptárak áthelyezése
A méhek akkor is a szokott helyükre repülnek vissza, ha az ottani kaptár különbözik eddigi lakóhelyüktől. Ha nem találnak ott kaptárt, akkor előbb-utóbb a közeli kaptárokba kéredzkednek be. Ha egy kaptárat át kell helyezni, akkor vagy röptávolságon kívülre kell vele vándorolni, vagy 1-2 naponként 20-30 cm-rel arrébb húzni. Felhasználható a tisztuló repülés előtti időszak, vagy a zárt helyi teleltetés utáni kipakolás is. Ki lehet használni, hogy az anyátlan család könnyebben áttelepíthető. Élénk röpködéskor arrébb viszik a kaptárt, helyére üres lépekkel és mézzel berendezett kaptárat helyeznek. Miután a visszarepült méhek megérezték az anya hiányát, még várnak három napot, aztán estefelé egyesítik a családdal. A méhek kábítás hatására elfelejthetik régi helyüket. Nem kell azonban vegyszert használni, ha papírral zárják le a röpnyílást. A papírt átlyuggatják, vagy megnyitják a szellőztetőt, hogy a méhek levegőhöz jussanak. A papír átrágása után újra tájékozódnak.

## Története
Már az ókori egyiptomi méhészek is vándoroltak hajóval a Níluson. Az ókori rómaiak is vándoroltak hajóval, de öszvérekkel is. Hajóval vándorolva kikötötték az állomáshelyen a hajót, és a méhek onnan repültek ki gyűjteni. A római hagyományokat követve Európában különféle módszereket használtak, hogy ne legyen méhpusztulás, és minél nagyobb legyen a gyűjtés. Német területeken kedvelt növény volt a hanga, vándoroltak rá.
A középkori Magyarországon a Nagyalföld éghajlata miatt korán megkezdték a méhészek a vándorlást. Később ez háttérbe szorult, és csak a 18. század végén került előtérbe. Csáti Szabó György 1792-es méhészkönyvében méhpusztulásra panaszkodik. A 19. században több neves méhész foglalkozott vándorlással, de a régi keretes kaptárak kevésbé voltak alkalmasak a vándorlásra, mint a kasok. Csak a Boczonádi Szabó Imre által ajánlott kaptárral tért vissza a magyar méhész vándorkedve. Az első világháború után csak ezzel vándoroltak.